# 北齋撞擊坑
北齋撞擊坑（Hokusai）是水星上一個有射紋系統的撞擊坑，於1991年由金石深空通訊體系的雷達影像發現。起初被編為 feature B。它的外觀因為和其他撞擊坑有極大的差異，因此一度被認為是盾狀火山。不過在2000到2005年間進一步以阿雷西博天文台觀測的結果顯示它是有大範圍射紋系統的撞擊坑。該射紋系統在雷達影像中相當明亮，代表它是年輕的地質結構。剛形成的撞擊噴發物表面相當崎嶇，會造成強烈電波散射。
北齋撞擊坑是以日本江戶時代著名畫家葛饰北斋命名，該名稱是由天文學家約翰·哈蒙建議。它的直徑大約是95公里，但其射紋系統延伸超過1000公里，覆蓋了水星北半球大部分區域。